# Collyer, Kansas
Collyer, Kansas (енгл. Collyer) град је у америчкој савезној држави Канзас.

## Демографија
По попису из 2010. године број становника је 109, што је 24 (-18,0%) становника мање него 2000. године.
| Група             | 2000.       | 2010.       |
| Белци             | 129 (97,0%) | 108 (99,1%) |
| Афроамериканци    | 0 (0,0%)    | 0 (0,0%)    |
| Азијати           | 0 (0,0%)    | 0 (0,0%)    |
| Хиспаноамериканци | 1 (0,8%)    | 1 (0,9%)    |
| Укупно            | 133         | 109         |